# یاوهان
یاوهان (انگلیسی: Yaohan) شرکت خرده‌فروشی ژاپنی است، که در سال ۱۹۳۰ تأسیس شد.